# Nghĩa trang Do Thái Mới, Praha
Nghĩa trang Do Thái Mới (tiếng Séc: Nový židovský hřbitov) ở Žižkov, Praha, Cộng hòa Séc, được thành lập vào năm 1891 nhằm giải quyết vấn đề thiếu đất tại nghĩa trang Do Thái Cũ ở Žižkov.
Nghĩa trang Do Thái Mới lớn hơn Nghĩa trang Do Thái cũ khoảng 10 lần, có thể cung cấp không gian cho khoảng 100.000 ngôi mộ. Người ta ước tính nơi đây có khả năng phục vụ cộng đồng trong cả thế kỷ. Ngoài ra trong nghĩa trang còn có một khu vực đặc biệt dành cho các bình đựng di cốt, mặc dù truyền thống Do Thái không cho phép hỏa táng.
Ngày nay, nghĩa trang vẫn đang được sử dụng được điều hành bởi Cộng đồng Do Thái ở Praha.
Nghĩa trang được chú ý với nhiều di tích theo trường phái tân nghệ thuật (Art Nouveau). Trong số đó, nổi tiếng nhất là hai công trình tưởng nhớ cho các thành viên của gia đình Perutz của kiến trúc sư Jan Kotěra và tượng đài nghệ sĩ Max Horb của kiến trúc sư Jan Štursa. Nơi đây cũng có nhiều tác phẩm trang trí và nhiều tác phẩm điêu khắc khác đáng chú ý. Các tác phẩm chủ yếu theo phong cách tân nghệ thuật hoa mỹ, thuộc về các nghệ sĩ ít tên tuổi.
Một trong những lăng mộ lớn tại nghĩa trang thuộc về gia đình Waldes. Lăng mộ được trang trí bằng hai bức tượng bán thân. Đây là hai tác phẩm cuối cùng nhà điêu khắc nổi tiếng người Séc Josef Václav Myslbek. Ông cũng là người tạo ra bức tượng nổi tiếng tại Quảng trường Václav của Václav I, Công tước xứ Bohemia.

## Các nhân vật nổi tiếng chôn cất tại đây
- Franz Kafka
- Arne Laurin
- Arnošt Lustig
- Jiří Orten
- Ota Pavel
- Vilem Flusser
- Max Brod